# Anna Mebus
Anna Mebus (5 november 1999) is een Nederlands volleybalspeelster. Mebus kwam in Nederland uit voor VV Utrecht en Alterno en in het buitenland voor VC Kanti Schaffhausen, TS Volley Düdingen, NawaRo Straubing en AO Lamia. Sinds 2023 komt Mebus uit voor LiigaPloki.

## Carrière
Mebus begon met volleyballen bij VV Utrecht, waar ze de jongste speelster in de selectie was. Ze werd vervolgens opgepikt door Talentteam Papendal, waar ze twee jaar deel van uitmaakte. In 2016 maakte ze samen met trainer Ali Moghaddasian de overstap naar Alterno uit Apeldoorn. Twee jaar later ging ze in het Zwitserse Schaffhausen haar eerste buitenlandse avontuur bij VC Kanti aan. Een jaar later verliet ze deze club voor competitiegenoot TS Volley Düdingen. Na twee jaar ging Mebus naar het Duitse NawaRo Straubing. In 2022 ging Mebus naar het Griekse AO Lamia 2013. Mebus ging in 2023 naar het Finse LiigaPloki. In mei 2024 kreeg Mebus een zware knieblessure waardoor ze in het seizoen 2024/25 niet kan volleyballen.